# Шульженко, Анатолий Алексеевич
Анато́лий Алексе́евич Шульже́нко (17 февраля 1945, Ворошиловград, СССР — 8 июля 1997, Луганск, Украина) — советский футболист, защитник. Мастер спорта СССР (1966).

## Карьера
Воспитанник группы подготовки «Трудовые резервы» из Луганска. Первые тренеры — П. К. Буянов и А. С. Ильинов. Практически всю карьеру провёл в родной «Заре». В 1966 году стал победителем второй группы класса «А». Входил в списки 33-х лучших футболистов УССР (5 раз)- № 1-1970, № 2-1965, 1966, 1968, № 3-1969. Травма не позволила стать чемпионом СССР 1972 года, так как не набралось нужного количества игр. Первый футболист луганской «Зари», сыгравший за национальную сборную СССР, в 1971 году (матч СССР — Болгария 1:1). Выступал также за юношескую сборную СССР и сборную клубов СССР. Уйдя из большого футбола, продолжал выступать на любительском уровне.